# Алтайский шаманизм

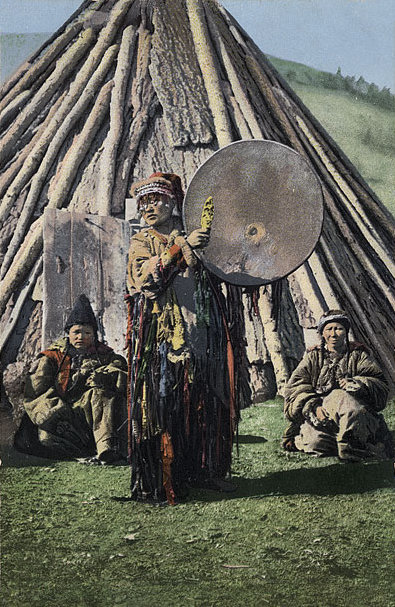
Шаманка с бубном. Нач. XX в.

Алта́йский шамани́зм (алт. Кам јан) — региональная (и национальная) форма шаманизма. Территория распространения — Алтай. Как и у хакасов, якутов, казахов и других тюркоязычных народов Сибири, у алтайцев шаманизм испытал значительное влияние тенгрианства.

## Особенности учения

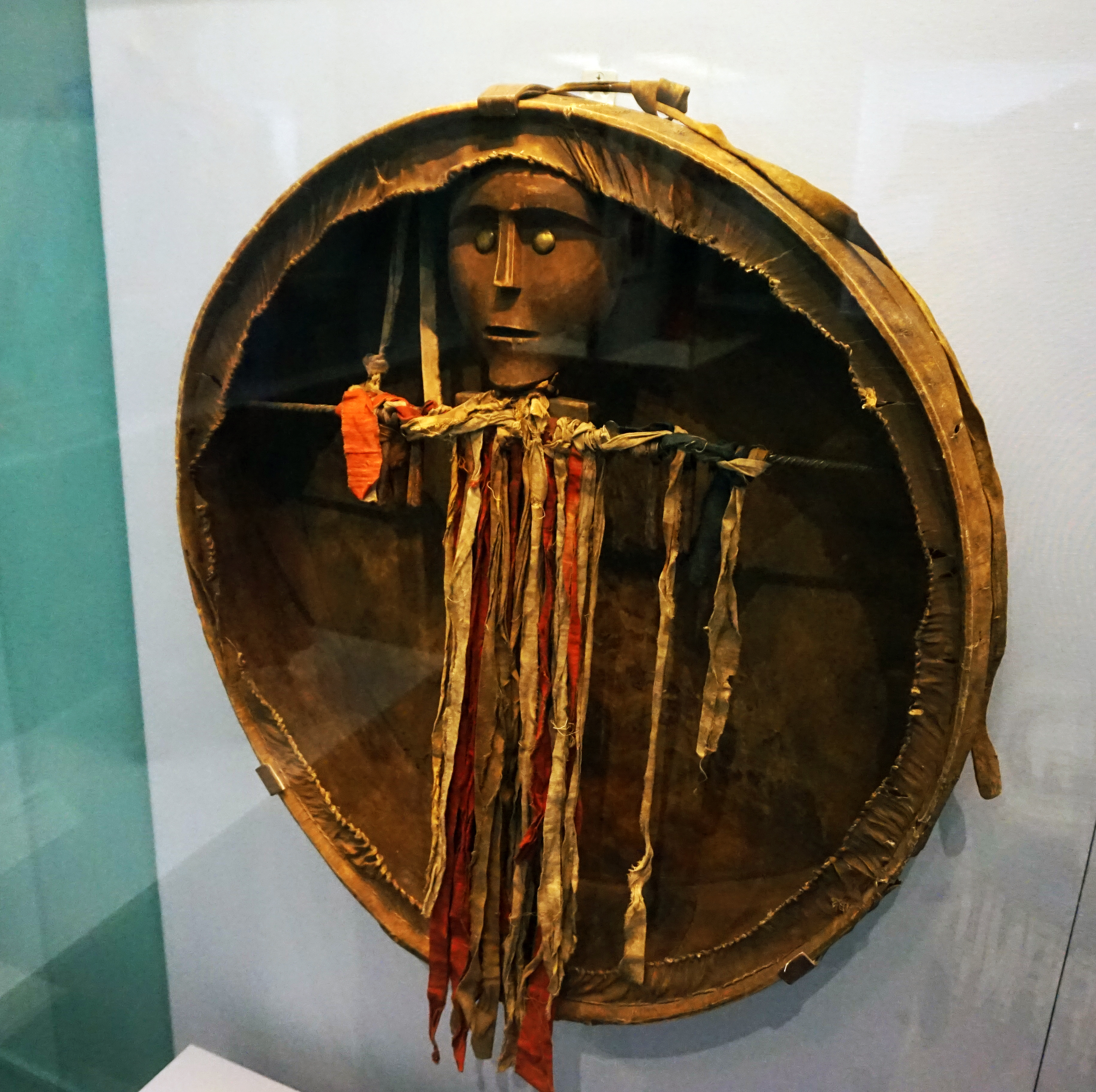
Бубен шамана.

Алтайский шаманизм носит вербальный характер. Это учение не имеет письменного изложения своих основ, положений, деклараций. Нет канонических правил, заповедей, запретов, текстов молений и т. д. Все учение держится лишь на устно-визуальной базе и простом ритуальном реквизите. В алтайском шаманизме нет профессиональной иерархической специализации на основе определенных обрядов и испытаний, которые должны проходить шаманы при своем становлении. 
Особые люди называются камами. Считается, что они обладают передающимся по наследству даром лечить людей при помощи магических приемов. Кам служит проводником между миром живых и миром ушедших в иной мир, а также между миром людей и миром природы.
Камы появляются по велению духов-предков, и это не требует какой-либо санкции со стороны общества или конфессиональной организации. Пройдя своё становление под покровительством духов (а также под присмотром опытных камов), получив от них свой бубен (из кожи оленя), кам становится признанным среди окружающих избранником божеств.

## Обряд камлания
Основной обряд, во время которого шаман «общается» и «вызывает» духов, называется камланием. По ходу камлания шаман демонстрирует мимикой, жестами и другими средствами значение бубна, то как ездового животного, то как оружия (лук и стрелы). Нужно сочетать частоту ударов с пением — обращением кама к божествам и духам. Бубен же свидетельствовал о квалификации шамана, в отличие от облачения, которого кам мог и не иметь. Диалог с духами происходит в разной тональности, отражающей голос божества и самого кама. Камы умеют подражать голосам зверей и птиц, в образе которых выступают их духи-помощники, ржанию жертвенного коня, ездового коня божества. За процессом всегда наблюдают рядовые участники камлания.
Для общения с духами кам мог уходить в другой мир — например, подземный. В путешествии по подземному миру кама сопровождает помощник — зверь кер-тютпа. Кер-тютпа также забирает души умерших, проводя их по подземному миру.
После камлания, когда духи покидают шамана, он превращается в обычного человека, и его уже ни о чём не спрашивают.
Одним из мест камлания на Алтае была большая поляна недалеко от слияния рек Катунь и Сема. Сейчас в этом месте находится Горно-Алтайский ботанический сад, рядом — село Камлак (Республика Алтай, Шебалинский район).